# 白罗斯国立音乐学院

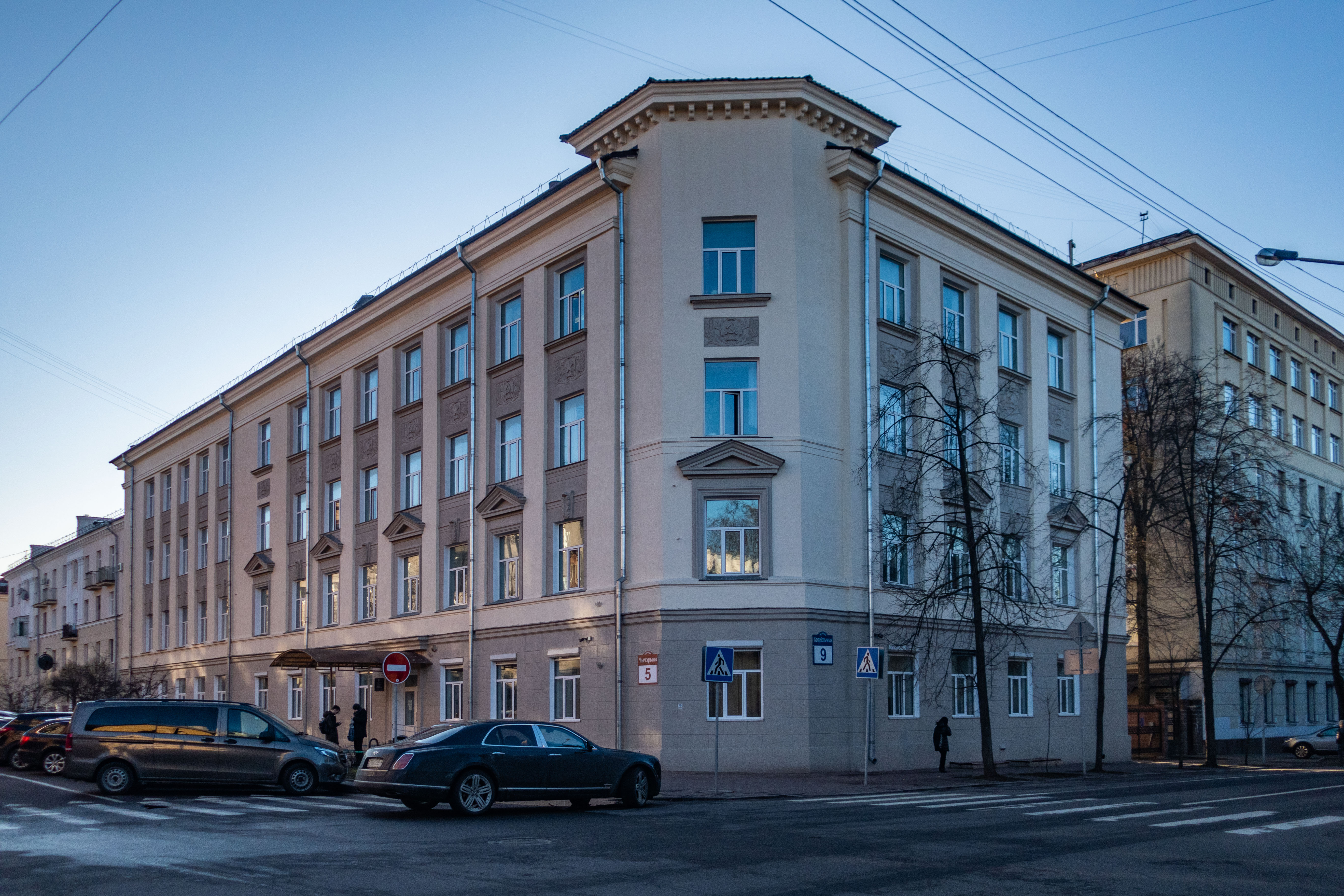
奇切林街和共产主义街交界处的校区

白罗斯国立音乐学院（白罗斯语：Беларуская дзяржаўная акадэмія музыкі）是白罗斯主要的音乐高等教育机构，以及音乐学、民俗音乐、美学、音乐教育学的研究中心，主校区位于明斯克。学院成立于 1932 年, 1992 年以前曾以阿纳托利·卢那察尔斯基冠名。

## 院系设置
- 钢琴作曲系
- 管弦系
- 民乐系
- 声乐合唱系
- 预科系

## 著名校友
- 米奇斯瓦夫·魏因贝格
- 玛丽亚·科列斯尼科娃